# گاسترین بزرگ
گاسترین بزرگ (به انگلیسی: Big gastrin) با فرمول شیمیایی C۱۳۲H۱۹۴N۴۰O۴۹S یک ترکیب شیمیایی با شناسه پاب‌کم ۱۶۱۳۲۳۰۶ است. که جرم مولی آن ۳۱۵۷٫۲۶ g/mol می‌باشد.